# 난방차
난방차(暖房車)는 객차에 난방을 하기 위해 열차 편성에 붙여 운행하는 철도 차량이다. 기관차에 증기 발생 장치가 없으면, 기관차 바로 뒤에 난방차를 연결해 난방용 증기를 발생시킨 뒤 객실로 이동시켜 열차에 난방을 한다.

## 대한민국의 난방차

철도박물관의 905호 난방차

현재 대한민국에서 운행되는 난방차는 없으며, 모두 객차에 장착된 전기식 난방기로 대체되었다. 특히 1984년부터 '특급'이라는 이름에서 바뀐 통일호의 경우 난방차를 운용하다가, 1985년부터 대한조선공사에 의해 객차에 순차적으로 전기식 난방기로의 냉난방 개조가 이루어져 난방차를 연결하지 않게 되었다. 1993년에 난방차의 노후가 밝혀지면서,(당시 자료에 의하면 난방차의 65%가 내구연한이 만료된 차량이였다) 남아있던 52량의 난방차가 발전차를 개조운용 하다가 1998년까지 폐차되었다. 디젤 난방차 905호가 철도박물관에서 보존되고 있었다.